# Quần đảo Mã Tổ
Quần đảo Mã Tổ (tiếng Trung: 馬祖列島; Hán-Việt: Mã Tổ liệt đảo; bính âm: Mǎzǔ Lièdǎo; Wade–Giles: Ma³-tsu³ Lieh⁴-tao³; phiên âm tiếng Phúc Châu: Mā-cū liĕk-dō̤), gọi chính thức là huyện Liên Giang (tiếng Trung: 連江縣; bính âm: Liánjiāng Xiàn; Wade–Giles: Lien²-chiang¹ Hsien⁴; phiên âm tiếng Phúc Châu: Lièng-gŏng-gâing), là một quần đảo gồm 36 đảo trên biển Hoa Đông do chính quyền Trung Hoa Dân Quốc tại Đài Loan quản lý, có vị trí sát bờ biển phía đông nam của Trung Quốc đại lục. Đây là huyện nhỏ nhất trong các khu vực do Trung Hoa Dân Quốc kiểm soát về diện tích và dân số, và là một trong hai huyện của tỉnh Phúc Kiến vốn chỉ tồn tại trên danh nghĩa của chính quyền này.
Kể từ sau Nội chiến Trung Quốc 1949, huyện Liên Giang bị phân chia khi phần đại lục của huyện do nước Cộng hòa Nhân dân Trung Hoa kiểm soát, trong khi quần đảo Mã Tổ ngoài khơi vẫn nằm dưới quyền quản lý của Trung Hoa Dân Quốc. Đây là huyện duy nhất bị chia cắt giữa hai bờ eo biển Đài Loan.

## Tên gọi
Huyện Liên Giang (連江縣) được phiên âm Latin là Lienchiang dựa theo phương pháp Wade-Giles của Quan thoại, cũng là tên huyện Liên Giang, Phúc Châu, Phúc Kiến tại Trung Quốc đại lục.
Quần đảo Mã Tổ được gọi theo tên đảo chính Nam Can. Nam Can còn được gọi là đảo Mã Tổ theo tên một đền trên đảo, được cho là nơi an táng của nữ thần Ma Tổ (媽祖).
Vào tháng 4 năm 2003, chính quyền huyện Liên Giang xem xét đổi tên thành huyện Mã Tổ nhằm tránh nhầm lẫn với huyện Liên Giang của Đại lục. Tuy nhiên, huyện trưởng cho rằng một số cư dân địa phương phản đối động thái này vì họ cho rằng nó phản ánh quan điểm Đài Loan độc lập của Đảng Dân chủ Tiến bộ.

## Lịch sử
Người Hoa từ Phúc Kiến và Chiết Giang bắt đầu di cư đến quần đảo vào thời nhà Nguyên. Hầu hết cư dân Mã Tổ có gốc từ Hầu Quan (侯官) (nay là Trường Lạc, Phúc Kiến). Nghề đánh cá bằng lưới tạo cơ sở để phát triển khu dân cư Phúc Áo và phát triển kinh tế của khu vực trong vài trăm năm sau. Một số thủy thủ của Trịnh Hòa thời Minh từng có thời gian ở tạm trên quần đảo.

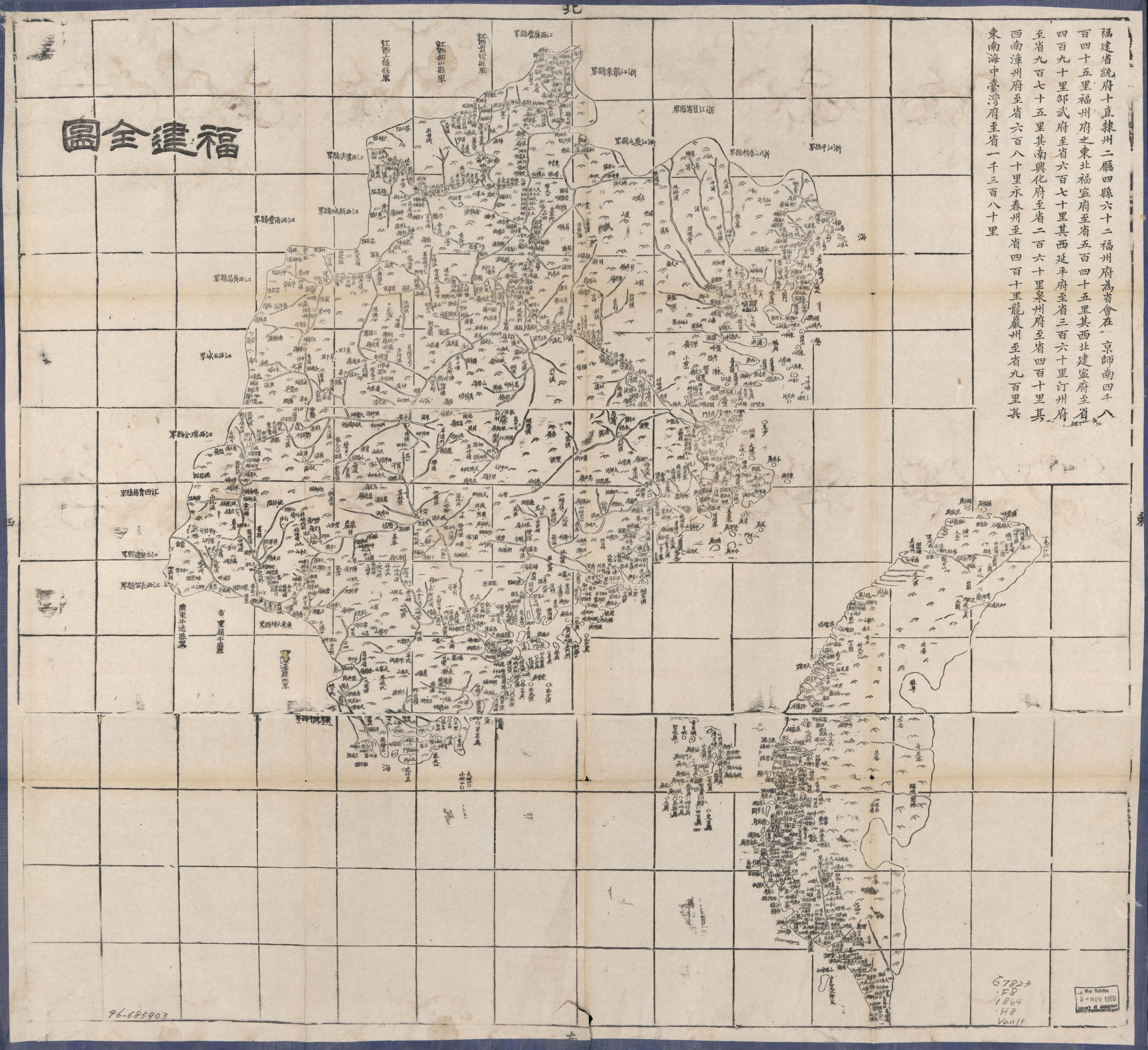
Bản đồ tỉnh Phúc Kiến thời Thanh, có thể hiện quần đảo Mã Tổ (1864)

Đến đầu thời nhà Thanh, hải tặc tụ tập tại đây, cư dân tạm thời rời đi. Không giống như đảo Đài Loan và quần đảo Bành Hồ, quần đảo Mã Tổ không bị nhượng cho Đế quốc Nhật Bản theo Hiệp ước Shimonoseki năm 1895. Do quần đảo có vị trí chiến lược dọc theo tuyến hàng hải độc đạo để vận chuyển gia vị, người Anh cho dựng hải đăng Đông Dũng trên đảo Đông Dẫn vào năm 1912 nhằm tạo thuận lợi cho tàu thuyền qua lại.
Trung Hoa Dân Quốc được thành lập vào năm 1912, quần đảo Mã Tổ nằm dưới quyền quản lý của tỉnh Phúc Kiến. Đến ngày 10 tháng 9 năm 1937, Đế quốc Nhật Bản chiếm được đảo Bắc Can và Nam Can bằng cách sử dụng Ngụy quân Trung Quốc, và quần đảo là nơi đầu tiên tại Phúc Kiến rơi vào tay Nhật Bản. Quần đảo không bị quân Nhật chiếm đóng trong Thế chiến II do không quan trọng về mặt quân sự.
Do Nội chiến Trung Quốc, đến năm 1949  Đảng Cộng sản Trung Quốc kiểm soát Trung Quốc đại lục và lập ra nước Cộng 
hòa Nhân dân Trung Hoa. Chính quyền Quốc dân Đảng rút đến Đài Loan vào cuối năm đó nhưng vẫn kiểm soát được một số đảo ngoài khơi của huyện Liên Giang (tức quần đảo Mã Tổ), cùng với hầu hết huyện Kim Môn. Toàn bộ quần đảo Mã Tổ bước vào thời kỳ quân quản. Ngày 15 tháng 12 năm 1950, văn phòng hành chính Mã Tổ (馬祖行政公署) của tỉnh Phúc Kiến được thành lập, phạm vi quản lý gồm huyện Liên Giang (Mã Tổ) hiện nay, cũng như các đảo nay thuộc hương   của huyện Hà Phố và đảo Đài Sơn (台山) thuộc Sa Trình, thành phố Phúc Đỉnh của Trung Quốc đại lục which were attacked in 1950 and 1951.
Đến đầu tháng 7 năm 1953, quân Quốc dân Đảng rút khỏi các đảo thuộc cụm Tây Dương (Tri Chu) của hương Hải Đảo hiện nay, khu vực sau đó do Đại lục kiểm soát. Đến tháng 6 năm 1955, Đại lục cho xây dựng cơ sở đường bộ và quân sự quy mô quanh đảo Bình Đàm thuộc Phúc Châu, có các tuyến đường dẫn đến vị trí pháo binh tiềm năng. Các vị trí này có thể được sử dụng nhằm bảo vệ eo biển Hải Đàm, được cho là một khu vực thuận lợi cho hoạt động đổ bộ nhằm vào quần đảo Mã Tổ. Đến tháng 7 năm 1958, Trung Quốc đại lục triển khai quân đông đảo ở đối diện Kim Môn và Mã Tổ và bắt đầu bắn phá các đảo vào ngày 23 tháng 8, gây nên Khủng hoảng Eo biển Đài Loan lần 2. Ngày 4 tháng 9 năm 1958, Trung Quốc đại lục tuyên bố mở rộng lãnh hải lên 20 km (12 hải lý) nhằm bao trùm cả hai quần đảo. Tuy nhiên, đến cuối tháng đó các bên thỏa thuận đình chiến và hiện trạng được tái khẳng định.
Thuật ngữ "Kim Môn và Mã Tổ" (Quemoy and Matsu) trở thành một phần của ngôn ngữ chính trị Hoa Kỳ trong bầu cử tổng thống năm 1960. Trong các cuộc tranh luận, hai ứng cử viên là Phó Tổng thống Richard Nixon và Thượng nghị sĩ John F. Kennedy cam kết sử dụng quân sự để bảo vệ Đài Loan trước Trung Quốc đại lục, khi đó Hoa Kỳ chưa công nhận tính hợp pháp của Cộng hòa Nhân dân Trung Hoa. Tuy nhiên, trong cuộc tranh luận thứ hai vào ngày 7 tháng 10 năm 1960, hai ứng cử viên thể hiện quan điểm khác nhau về việc Hoa Kỳ có nên sử dụng quân sự để bảo vệ các tiền đồn Kim Môn và Mã Tổ của chính quyền tại Đài Loan hay không. Kennedy cho rằng các đảo này khó phòng thủ và không thiết yếu cho việc phòng thủ đảo Đài Loan. Nixon duy trì quan điểm rằng do Kim Môn và Mã Tổ thuộc "khu vực tự do", trên nguyên tắc chúng không nên đầu hàng trước cộng sản.

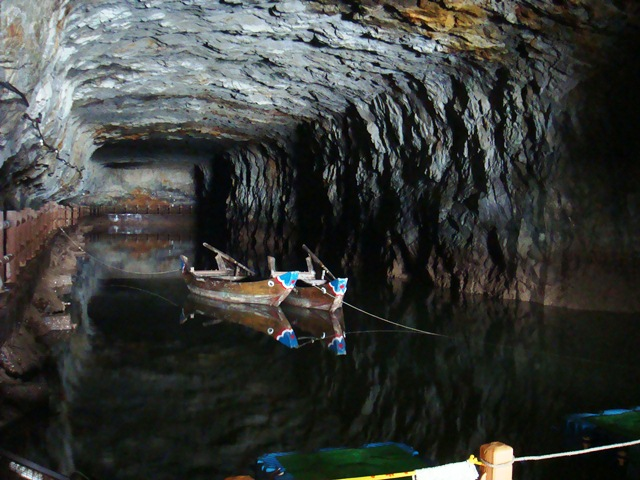
Đường hầm Bắc Hải tại đảo Nam Can là công trình quân sự được xây dựng vào thập niên 1960.

Sau cuộc tranh luận thứ ba vào ngày 13 tháng 10 năm 1960, các cố vấn của Kennedy nói với Bộ trướng Ngoại giao Herter rằng Kennedy sẵn lòng thay đổi lập trường về Kim Môn và Mã Tổ để không cho cộng sản ấn tượng rằng Hoa Kỳ sẽ không đoàn kết chống lại hành vi gây hấn. Các cuộc thăm dò cho thấy các đảng viên Cộng hòa và Dân chủ đều ủng hộ áp đảo lập trường của Nixon.
Đến năm 1992, quần đảo được bãi bỏ chế độ giới nghiêm lâm thời, sau khi ngưng chiến tranh chính trị với đại lục và bãi bỏ 'chính vụ chiến địa' vào ngày 7 tháng 11 năm 1992. Sau đó, tốc độ xây dựng địa phương được đẩy nhanh. Đến năm 1999, quần đảo được xác định là Khu phong cảnh quốc gia Mã Tổ. Đến tháng 1 năm 2001, bắt đầu có các tàu vận chuyển hàng hóa và hành khách trực tiếp giữa Mã Tổ và tỉnh Phúc Kiến của Đại lục, gọi là 'tiểu tam thông'. Kể từ ngày 1 tháng 1 năm 2015, du khách từ Trung Quốc đại lục có thể xin trực tiếp giấy thông hành xuất nhập cảnh kho đến quần đảo Mã Tổ, cũng như tại Bành Hồ và Kim Môn, nhằm đẩy mạnh du lịch. Đến tháng 12 năm 2015, tuyến tàu Hoàng Kỳ-Mã Tổ được đưa vào tiểu tam thông.
Năm 2020, các tàu khai thác cát trái phép  của Đại lục hoạt động tràn lan quanh quần đảo Mã Tổ gây quan ngại tại quần đảo và tại Hành chính viện về vấn đề tổn hại môi trường biển,  khả năng tổn hại về cáp viễn thông ngầm,  và khả năng xói lở bờ biển.

## Địa lý

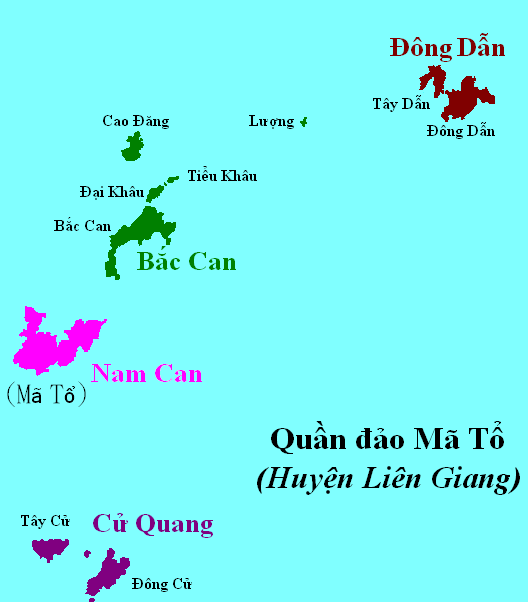
Bản đồ hành chính huyện Liên Giang của Trung Hoa Dân Quốc

Quần đảo Mã Tổ tổng cộng có 19 đảo lớn nhỏ, năm đảo lớn là Nam Can,Bắc Can, Đông Cử, Tây Cử và Đông Dẫn. Một số đảo nhỏ là Cao Đăng, Lượng và Đại Khâu. Quần đảo nằm cách đảo Đài Loan 114 hải lý, cách Kim Môn 152 hải lý, cách cửa sông Mân khoảng 54 hải lý, cách duyên hải Phúc Kiến khoảng hơn 10 hải lý. Diện tích đất liền của quần đảo là 29,52 km², tổng chiều dài đường bờ biển của các đảo trong quần đảo là 133 km. Về mặt địa chất, các đảo là các nền đá hoa cương có hình cái dùi, địa thế nhấp nhô, dốc dựng đứng. Đỉnh Bích Sơn trên đảo Bắc Can cao 294 mét, cũng là đỉnh cao nhất quần đảo. Đỉnh cao nhất đảo Nam Can là Vân Đài Sơn với cao độ 248 mét, được liệt vào trong "tiểu bách nhạc" của khu vực Đài Loan. Trong số 4 hương của Liên Giang, chỉ có Đông Dẫn là không có bãi biển.
Quần đảo Mã Tổ thuộc đới khí hậu cận nhiệt đới hải dương, bốn mùa rõ rệt, mùa đông lạnh và ẩm ướt, mùa thu có khí hậu khá ổn định. Mã Tổ có vĩ độ cao hơn Bắc Đài Loan một chút, song do nằm gần đại lục nên mang đặc tính khí hậu đại lục, nhiệt độ độ trung bình năm là 18,6 °C, chênh lệch nhiệt độ giữa ngày và đêm ở mức cao. Mỗi năm tại Mã Tổ, nhiệt độ từ tháng 12 đến tháng 2 là thấp nhất, từ tháng 3 mới tăng chậm, nhiệt độ cao nhất xuất hiện vào tháng 7 và tháng 8 với nhiệt độ bình quân trên dưới 29 °C, nhiệt độ có thể giảm xuống chỉ còn 10 °C vào tháng 2.

## Hành chính
| Tên       | chữ Hán phồn thể | Wade–Giles          | Bính âm       | tiếng Phúc Châu | Diện tích (km²) | Nhân khẩu (người) | Mật độ (người/km²) | Phân cấp           |
| --------- | ---------------- | ------------------- | ------------- | --------------- | --------------- | ----------------- | ------------------ | ------------------ |
| Bắc Can   | 北竿鄉           | Pei³-kan¹ Hsiang¹   | Běigān Xiāng  | Báe̤k-găng Hiŏng | 9,3             | 2.071             | 209                | 6 thôn và 27 lân   |
| Đông Dẫn  | 東引鄉           | Tung¹-yin³ Hsiang¹  | Dōngyǐn Xiāng | Dĕ̤ng-īng Hiŏng  | 4,35            | 1.132             | 298                | 2 thôn và 13 lân   |
| Cử Quang  | 莒光鄉           | Chü³-kuang¹ Hsiang¹ | Jǔguāng Xiāng | Gṳ̄-guŏng Hiŏng  | 5,26            | 1.327             | 282                | 5 thôn và 21 lân   |
| Nam Can   | 南竿鄉           | Nan²-kan¹ Hsiang¹   | Nángān Xiāng  | Nàng-găng Hiŏng | 10,64           | 6.780             | 652                | 9 thôn và 76 lân   |
| Tổng cộng |                  |                     |               |                 | 29,6            | 11.310            | 393                | 22 thôn và 137 lân |

## Nhân khẩu
Đa số cư dân bản địa trên quần đảo Mã Tổ có quê ở miền Bắc của Phúc Kiến (Mân Bắc). Một số đảo không có cư dân thường trú. Binh sĩ Quốc quân Trung Hoa Dân Quốc trú đóng tại một số đảo từ khi kết thúc Nội chiến Trung Quôc vào năm 1949, hoặc từ các cuộc khủng hoảng eo biển Đài Loan lần 1 năm 1954 và lần 2 năm 1958. Do yêu cầu cao về quân sự, các binh sĩ đóng trên các đảo với số lượng lớn, khiến dân số quần đảo tăng chưa từng thấy. Cư dân quần đảo đạt đỉnh vào năm 1971 với tổng số 17.088 người. Sau giai đoạn tăng nhanh này, dân số giảm dần do tăng trưởng kinh tế yếu kém, thanh niên di cư hàng loạt do thiếu cơ hội việc làm. Trong những năm gần đây, dân số quần đảo dần tăng lên do nhập cư. Dân số được ổn định nhờ cải thiện về giao thông giữa đảo Đài Loan và quần đảo Mã Tổ cũng như vì có nhiều dự án xây dựng.
Đến Thiên Hậu Mã Tổ Nam Can (馬祖南竿天后宮) thờ nữ thần Ma Tổ, được cho là có quách của bà, nhưng địa điểm này không nổi danh như đền thờ bà ở đảo Mi Châu. Hầu hết khách hành hương từ Đài Loan đến đảo Mi Châu sẽ bắt đầu hành trình tại quần đảo Mã Tổ vì đây là nơi gần đảo Mi Châu nhất trong những nơi do THDQ quản lý.

### Ngôn ngữ
Phương ngữ Mã Tổ được sử dụng phổ biến tại quần đảo, đây là một phương ngữ thuộc tiếng Mân Đông. Phương ngữ Mã Tổ gần gũi nhất với phương ngữ Trường Lạc bên Đại lục, có thể hiểu lẫn nhau với phương ngữ Phúc Châu. Tại quần đảo Mã Tổ,  số người có khẩu âm Trường Lạc chiếm trên  80%, kế tiếp là khẩu âm Liên Giang vốn ban đầu tập trung ở thôn Tân Sa của đảo Nam Can, người có khẩu âm Phúc Thanh phân tán các nơi.
Ngoài ra còn có di dân nói phương ngữ Tuyền Châu của tiếng Mân Nam, họ cư trú tại thôn Phục Hưng trên đảo Nam Can, và thôn Kiều Tử và thôn Đường Kỳ trên đảo Bắc Can. Hai thôn Kiều Tử và Đường Kỳ còn có di dân nói phương ngữ Phủ Điền của  tiếng Phủ Tiên. Trong các cộng đồng di dân này, thế hệ lớn tuổi có thể sử dụng phương ngữ mẹ đẻ và Mã Tổ, thế hệ trẻ chỉ biết nói phương ngữ Mã Tổ.
Vào giữa thế kỷ 20, một lượng lớn binh sĩ Quốc quân Trung Hoa Dân Quốc đến đồn trú tại quần đảo. Nhằm mục tiêu bảo vệ đảo, các binh sĩ rất nỗ lực xóa mù chữ, thúc đẩy sử dụng tiếng Phổ thông, nhằm mục tiêu gắn kết quân dân. Chính sách này cuối cùng dẫn đến việc tiếng Phổ thông được sử dụng phổ biến, còn địa vị của phương ngữ Mã Tổ bị suy yếu nghiêm trọng.  Trong những năm gần đây, với việc mở cửa du lịch ở khu vực Mã Tổ và một lượng lớn người di cư đến đảo Đài Loan, không ít cư dân địa phương có thể nói tiếng Mân Nam Đài Loan, khiến cho phương ngữ Mã Tổ lâm phải tình trạng nguy hiểm, vì thế hệ trẻ không nói được nhiều hoặc thậm chí không biết nói. Chính phủ Trung Hoa Dân Quốc vào năm 2000 có ban bố quy định các phương tiện giao thông công cộng trên quần đảo phải sử dụng phát thanh phương ngữ Mã Tổ. Đồng thời, thực hiện việc giảng dạy phương ngữ Mã Tổ trong trường học.

## Kinh tế

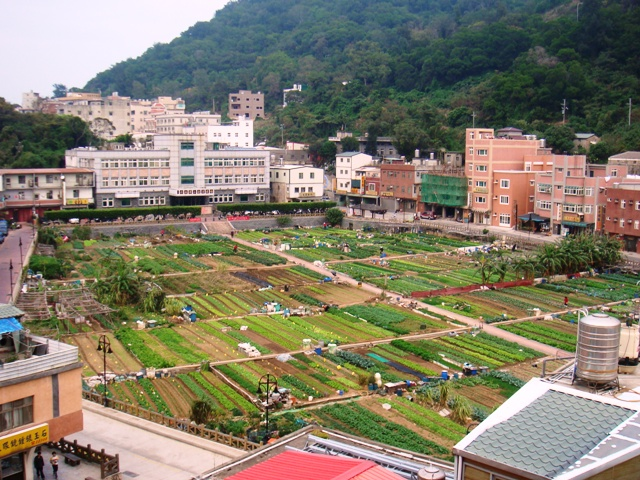
Vườn rau tại đảo Nam Can

Do có vị trí hẻo lánh, ngành sản xuất của Mã Tổ chưa từng được phát triển toàn diện. Trong số đó, ngành sản xuất rượu vang của xưởng rượu Mã Tổ là đặc điểm nổi bật nhất.  Du lịch trở thành đặc điểm quan trọng cao độ trong nền kinh tế.
Tuy nhiên, hầu hết hoạt động giao dịch thương mại tập trung vào ngành bán lẻ và nhà hàng phục vụ nhu cầu quân sự đồn trú. Các nông sản của Mã Tổ là gạo, mía, trà,  cam. Hải sản như cá, nghêu, sứa cũng là mặt hàng xuất cảng nổi tiếng do là ngành truyền thống của Mã Tổ. Tuy nhiên, ngư trường phong phú một thời nay hầu như cạn kiệt do tàu cá Đại lục đánh bắt bừa bãi, trong khi sản lượng cá giảm đi.
Vào tháng 7 năm 2012, cư dân Mã Tổ bỏ phiếu thuận trong việc cho phép mở sòng bạc, dẫn đến triển vọng cho ngành trò chơi có thưởng trong huyện và thông qua  điều lệ quản lý tham quan sòng bạc (tiếng Trung: 觀光賭場管理條例).
Năm 1975, Công ty Điện lực Mã Tổ được thành lập nhằm vận hành tất cả các nhà máy điện trên quần đảo. Đến năm 1986, nó được hợp nhất vào Công ty Điện lực Đài Loan. Điện năng tại quần đảo được cung cấp từ nhà máy điện Chu Sơn trên đảo Nam Can với công suất 15,4 MW hoàn thành vào năm 2010. Ngoài ra còn có nhà máy điện Bắc Can,  nhà máy điện Đông Dân, nhà máy điện Đông Cử, nhà máy điện Tây Cử. Quần đảo cũng lắp đặt hệ thống quang điện.
Du lịch đã trở thành lĩnh vực chủ chốt trong kinh tế địa phương. Chính quyền huyện Liên Giang có các nỗ lực nhằm thu hút thêm du khách đến quần đảo Mã Tổ, đặc biệt là khách ngoại quốc. Đường hầm Bắc Hải tại đảo Nam Can được xây dựng bằng công sức của hàng nghìn người vào năm 1968, nó từng là một địa điểm quân sự và không được mở cửa cho công chúng trước năm 1990. Quần đảo Mã Tổ có Bảo tàng sinh thái nước mắt lục Mã Tổ, Bảo tàng văn hóa dân gian Mã Tổ,  Nhà Kỷ niệm Kinh Quốc tiên sinh.

## Giao thông

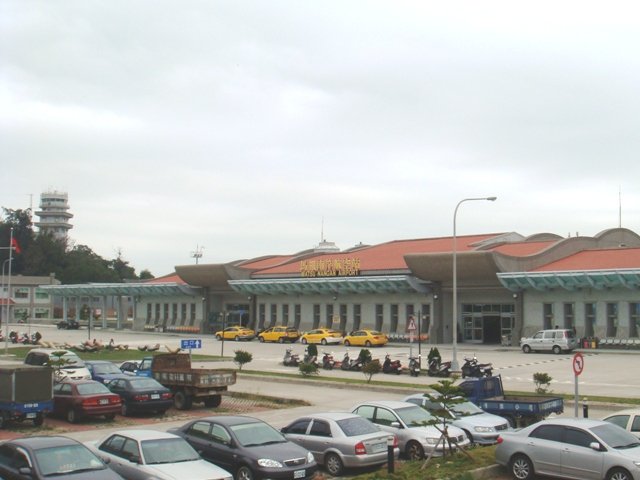
Sân bay Mã Tổ Nam Can

Hai đảo Nam Can và Bắc Can đều có sân bay, tên là Sân bay Mã Tổ Nam Can và Sân bay Mã Tổ Bắc Can. Trên  Đông Dẫn và Cử Quang (Tây Cử) có sân đỗ trực thăng nhưng chỉ hoạt động vào mùa đông và ưu tiên cho cư dân đị phương đi đến Nam Can.
Do sân bay chính nằm tại Nam Can, tàu là phương tiện giao thông chính giữa các đảo. Quần đảo Mã Tổ có các tuyến phà đến Trung Quốc đại lục, một tuyến từ cảng Phúc Áo của Nam Can đến Mã Vĩ của Phúc Châu mất 90 phút. Một tuyến khác từ Bắc Can đến Hoàng Kỳ mất 20 phút. Đông Dẫn có cảng Trung Trụ.
Đi lại bằng xe máy tay ga là điều thuận tiện khi thăm các đảo chính Nam Can và Bắc Can, dù có nhiều đồi dốc. Hai đảo đều có bus và taxi thương mại. Tháng 10 năm 2019, Trung Quốc đại lục công bố các kế hoạch ban đầu về cầu nối Phúc Châu và quần đảo Mã Tổ. Phía Đài Loan cho rằng điều này nhằm thôn tính và chia rẽ Đài Loan và rằng không cần thiết phải xây cầu nối Mã Tổ hoặc Kim Môn với Đại lục.